# Ростед, Сигурд
Сигурд Ростед (норв. Sigurd Rosted; 22 июля 1994, Осло, Норвегия) — норвежский футболист, защитник клуба «Торонто» и сборной Норвегии.

## Клубная карьера
Ростед начал профессиональную карьеру в клубе третьего дивизиона «Кьелсас». В начале 2015 года Сигурд перешёл в «Сарпсборг 08». 27 сентября в матче против «Одда» он дебютировал в Типпелиге. 24 апреля 2016 года в поединке против «Молде» Ростед забил свой первый гол за «Сарпсборг 08».
8 января 2018 года Ростед перешёл в бельгийский «Гент», подписав контракт до 2021 года. Сумма трансфера составила 1,3 млн евро. В матче против «Антверпена» он дебютировал в Жюпилер-лиге.
27 августа 2019 года Ростед перешёл в датский «Брондбю», подписав четырёхлетний контракт. В Суперлиге он дебютировал 1 сентября в матче против «Мидтьюлланна». 7 июня 2020 года в матче против «Хорсенса» он забил свой первый гол за «Брондбю».
7 февраля 2023 года Ростед перешёл в клуб MLS «Торонто», подписав контракт до конца сезона 2025 с опцией продления на сезон 2026. За канадский клуб он дебютировал 25 февраля в матче стартового тура сезона 2023 против «Ди Си Юнайтед».

## Международная карьера
26 марта 2018 года в товарищеском матче против сборной Албании Ростед дебютировал за сборную Норвегии, заменив в конце второго тайма Мартина Линнеса. В этом же поединке он забил свой первый гол за национальную команду.

### Голы за сборную Норвегии
| #   | Дата          | Место                             | Противник | Счёт | Результат | Соревнование      |
| --- | ------------- | --------------------------------- | --------- | ---- | --------- | ----------------- |
| 01. | 26 марта 2018 | Эльбасан Арена, Эльбасан, Албания | Албания   | 0:1  | 0:1       | Товарищеский матч |

## Достижения
Командные
 «Брондбю»
- Чемпион Дании: 2020/21